# Buer: Book of Angels Volume 31

Buer : Book of Angels Volume 31 est un album de compositions de John Zorn arrangées et jouées par le trio de Brian Marsella. Cet album, d'abord annoncé comme le dernier de la série des Book of Angels, sera suivi d'un ultime volume.

## Titres
| No  | Titre    | Durée |
| --- | -------- | ----- |
| 1.  | Jekusiel | 5:08  |
| 2.  | Diniel   | 4:19  |
| 3.  | Akzariel | 1:57  |
| 4.  | Palalael | 4:43  |
| 5.  | Parymel  | 5:09  |
| 6.  | Karkiel  | 3:45  |
| 7.  | Gadreel  | 3:28  |
| 8.  | Tsirya   | 2:53  |
| 9.  | Bazazath | 3:54  |
| 10. | Zagin    | 2:19  |
| 11. | Avial    | 0:34  |
| 12. | Camael   | 3:30  |
| 13. | Petahel  | 4:39  |
| 14. | Kadmiel  | 2:46  |
| 15. | Sennoi   | 3:06  |
| 16. | Gehuel   | 3:45  |

## Personnel
- Trevor Dunn - basse
- Brian Marsella - piano
- Kenny Wollesen - batterie